# ميوزك برينز
ميوزك برينز (بالإنجليزية: MusicBrainz)‏ هو مشروع يهدف إلى إنشاء قاعدة بيانات ذو محتوى مفتوح للموسيقي. وسعت «ميوزك برينز» للوصول إلى ما هو أبعد من الأقراص المضغوطة لتصبح قاعدة بيانات مفتوحة على شبكة الإنترنت.

## وصلات خارجية
- الموقع الرسمي
- ميوزك برينز على موقع Open Hub (الإنجليزية)